# Policealna szkoła muzyczna
Policealna szkoła muzyczna – w obowiązującym w Polsce systemie kształcenia artystycznego typ szkoły artystycznej publicznej lub niepublicznej prowadzącej wyłącznie kształcenie artystyczne. Nauka w policealnej szkole muzycznej trwa 3 lata i kończy się egzaminem dyplomowym.
Ukończenie policealnej szkoły muzycznej wiąże się z uzyskaniem tytułu zawodowego muzyk lub aktor scen muzycznych.